# ISO/IEC 20000
Die ISO/IEC 20000 ist eine international anerkannte Norm zum IT Service Management (ITSM). Eine Zertifizierung ist für Organisationseinheiten möglich. Ein erworbenes Zertifikat muss alle drei Jahre erneuert werden.

## Zielsetzung
Die ISO/IEC 20000 geht auf den schon länger bestehenden British Standard BS 15000 zurück. In einem „Fast Track-Verfahren“ wurde der BS 15000 von dem Joint Technical Committee ISO/IEC JTC 1, Information Technology, in die ISO/IEC 20000 überführt und am 15. Dezember 2005 veröffentlicht. Weitere Teile wurden 2009 und 2010 veröffentlicht. Im Jahr 2011 wurde der erste Teil der Norm überarbeitet und als neue Version verabschiedet.
Die ISO/IEC 20000 IT Service Management dient als messbarer Qualitätsstandard für das IT Service Management (ITSM). Dazu werden in der ISO/IEC 20000 die notwendigen Mindestanforderungen an Prozesse spezifiziert und dargestellt, die eine Organisation etablieren muss, um IT-Services in definierter Qualität bereitstellen und managen zu können. Die ISO/IEC 20000 ist ausgerichtet an den Prozessbeschreibungen, wie sie durch ITIL beschrieben sind, und ergänzt diese komplementär.
Mit einem Scope-Statement wird die Zertifizierung auf eine Organisation (Unternehmen, Abteilung usw.), einen oder mehrere Services und Lokationen (Standorte) festgelegt. Es sind hier eingeschränkte oder auch weit gefasste Festlegungen möglich. Das Scope-Statement ist im Zertifikat aufgeführt. Eine Beschränkung der Management Prozesse ist nicht möglich. Im Ergebnis wird ermittelt, ob der Scope die Zertifizierung erreicht. Mit der ISO/IEC 15504 ist es seit der Veröffentlichung des Teils 8 nun auch möglich, nach einer Norm den Fähigkeitsgrad für einzelne Prozesse oder den Reifegrad für die gesamte Organisation festzustellen. Dies stellt eine differenziertere Bewertung dar, mit der auch über der ISO/IEC-20000-Anforderung liegende Ergebnisse dargestellt werden können.
Innerhalb der ISO/IEC 20000 werden die folgenden Anforderungen und Prozesse definiert:
- Anforderungen an das Management System
- Planung und Implementierung des Service Managements
- Planen und Implementieren neuer oder geänderter Services
- Service Level Management
- Service Reporting
- Availability und Service Continuity Management
- Finanzplanung und Kostenrechnung für IT-Services
- Capacity Management
- Information Security Management
- Business Relationship Management
- Supplier Management
- Incident Management
- Problem Management
- Configuration Management
- Change Management
- Release and Deployment Management

## Bestandteile der ISO/IEC 20000
Die ISO/IEC 20000 besteht aus fünf Teilen. Die Teile 1 und 2 stellen die Norm dar (IS – Internationaler Standard); die Teile 3 bis 5 sind Ergänzungen (TR – Technischer Bericht).
- ISO/IEC 20000 Part 1 – „Service Management System Requirements“

Der erste Teil ISO/IEC 20000-1:2011 enthält die formelle Spezifikation des Standards. Es sind Vorgaben dokumentiert, die eine Organisation einhalten, sicherstellen und nachweisen muss, um eine Zertifizierung zu erhalten. Die ISO/IEC 20000-1 enthält die „Muss-Kriterien“ des Standards. Dieser Teil wurde im Jahr 2011 überarbeitet und mit den Ergänzungen verabschiedet.
- ISO/IEC 20000 Part 2 – „Code of Practice“

Innerhalb des zweiten Teils ISO/IEC 20000-2:2005 werden die Anforderungen des ersten Teils um Erläuterungen der best practice ergänzt. Die ISO/IEC 20000-2 bietet Leitlinien und Empfehlungen für IT Service Management-Prozesse im Rahmen des formellen Standards.
- ISO/IEC 20000 Part 3 – „Guidance on Scope Definition and Applicability of ISO/IEC 20000-1“

Mit dem dritten Teils ISO/IEC TR 20000-3:2009 ist als Technischer Bericht (TR) eine Hilfestellung zur Norm, die die Scope-Festlegung und die Anwendbarkeit betrachtet.
- ISO/IEC 20000 Part 4 – „Process Reference Model“

Der vierte Teil ISO/IEC TR 20000-4:2010 ist als Technischer Bericht (TR) eine Hilfestellung zur Norm, die das zugrundeliegende Prozessmodell betrachtet.
- ISO/IEC 20000 Part 5 – „Exemplar Implementation Plan for ISO/IEC 20000-1“

Im fünften Teil ISO/IEC TR 20000-5:2010 ist als Technischer Bericht (TR) eine Hilfestellung zur Norm, die ein Beispiel für die Implementierung der Norm enthält.

## Zertifizierung
Grundsätzlich können sich nur Organisationen (Unternehmen, Genossenschaften usw.) zertifizieren lassen. Personen können nur nachweisen, dass sie bestimmte Kenntnisse in der Anwendung bzw. Umsetzung der Norm haben und diese durch entsprechende Zertifikate ausweisen.

### Managementsysteme
Die erfolgreiche Umsetzung der ISO/IEC 20000 kann zertifiziert werden. Dies muss durch eine autorisierte Organisation (Registered Certification Body, RCB) erfolgen. Die ISO/IEC 20000 Zertifizierung stellt eine Möglichkeit dar, die erfolgreiche Implementierung eines IT Service Managementsystems in einer Organisation anhand eines internationalen Standards objektiv zu messen und zu zertifizieren. Bei einer Zertifizierung wird gegen den normativen Teil ISO/IEC 20000-1:2011 geprüft.

### Personen
Es gibt verschiedene Qualifikationsangebote zur Ausbildung und Zertifizierung von Personen. Gestaltet werden diese von unterschiedlichen Zertifizierungsunternehmen, siehe Liste der IT-Zertifikate.

## Bezugsquellen
Die ISO-Normen sind kostenpflichtig über ISO oder den Beuth-Verlag zu beziehen.